# Kennedia exaltata
Kennedia exaltata là một loài thực vật có hoa trong họ Đậu. Loài này được Bailey miêu tả khoa học đầu tiên.